# Bulle (poker)
Pour les articles homonymes, voir Bulle.

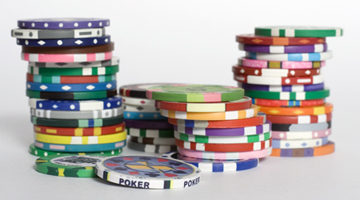
Jetons de poker

Au jeu de poker, la bulle est le moment d'un tournoi où il ne reste qu'une élimination avant que tous les joueurs restants soient payés, autrement dit qu'ils ne soient dans l'argent (en anglais In The Money). Le concept de bulle s'applique surtout aux tournois, aussi aux sit-and-go mais pas au Cash game, où il est possible de se recaver.

## Stratégie
Sortir à la bulle est le pire moment pour se faire éliminer. Dans les grands tournois, personne ne souhaite sauter à la bulle, car atteindre les premières places payées permet de rembourser ses frais d'inscription, parfois élevés.
Le moment est alors assez tendu car les joueurs ayant des petits tapis réduisent au maximum les risques pour ne pas être celui qui fait la bulle et on peut donc voir des joueurs jeter de très bonnes mains (paires de dames, paires de rois) juste pour ne pas être le bubble boy.
Inversement, les joueurs ayant de gros tapis peuvent eux en profiter pour relancer plus souvent les tapis plus petits que les leurs.

## « La bulle éclate »
Dans les gros tournoi, la bulle peut durer longtemps, et quand un joueur se fait finalement sortir, on dit que la bulle éclate. Il n'est pas rare de voir les joueurs restants applaudir et se féliciter d'avoir atteint les places payées.  